# 부타오

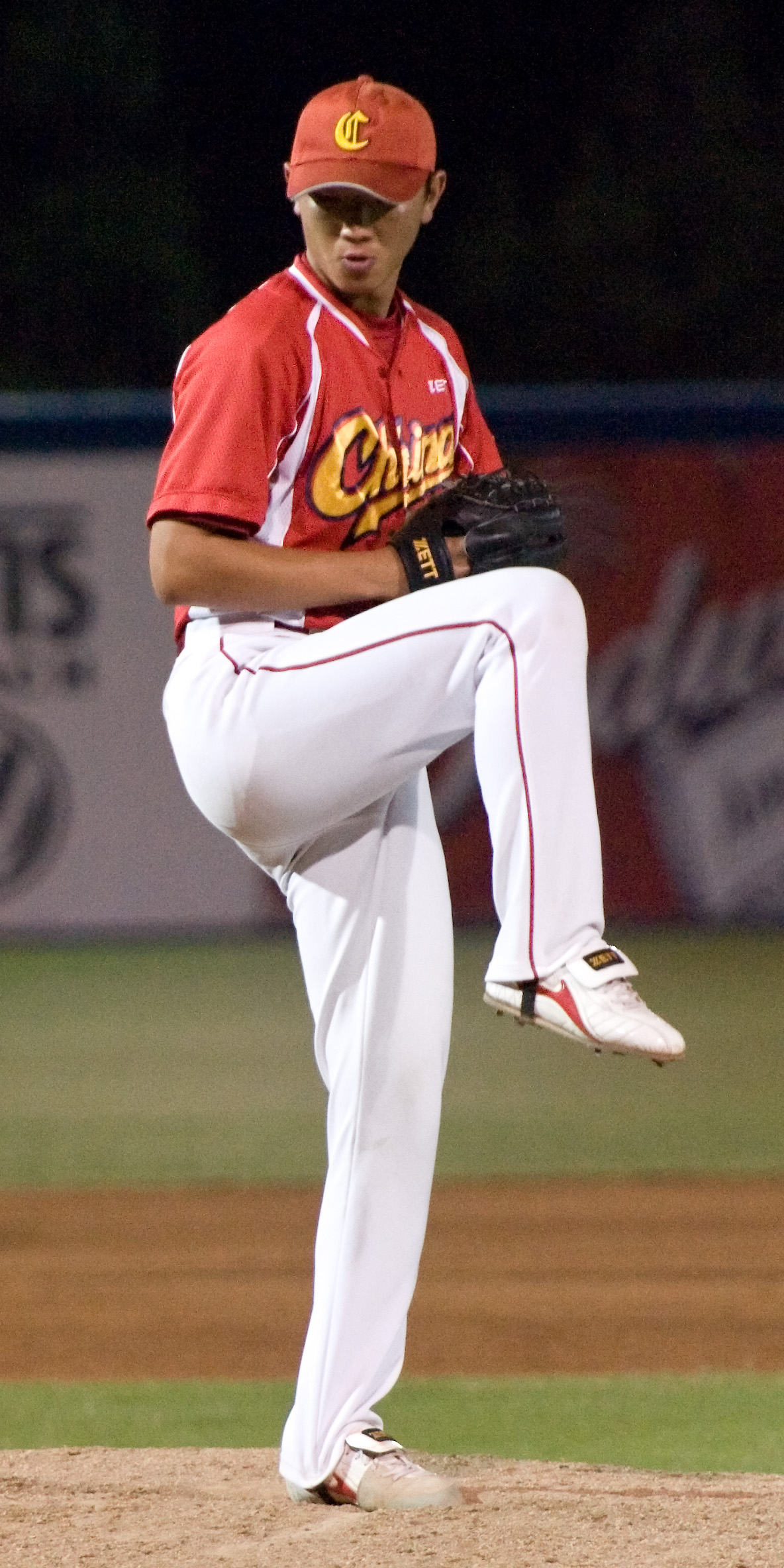

부타오(중국어 간체자: 卜涛;, 정체자: 卜濤, 병음: Bu Tao, 1983년 1월 15일 ~ )는 쓰촨 드래곤스의 투수이다. 좌투좌타이고, 등번호는 68번이다.

## 경력
- 2006년 장쑤 페가수스 투수
- 2007년~ 쓰촨 드래곤스 투수

## 국제 대회 출전 경력

### 월드 베이스볼 클래식
- 2006년 월드 베이스볼 클래식  중국 국가대표팀
- 2009년 월드 베이스볼 클래식  중국 국가대표팀
- 2013년 월드 베이스볼 클래식  중국 국가대표팀

### 올림픽
- 2008년 베이징 올림픽 야구  중국 국가대표팀